# سس سیراچا
سس سیراچا (تایلندی: ศรีราชา, آوایش تایلندی: sǐ: rā:.t͡ɕʰā:; English: ‎/siˈrɑːtʃə/‎) نوعی سس تند یا سس چیلی است که از رب فلفل تند،  سرکه، سیر، شکر، و نمک درست می‌شود. این سس به افتخار شهر ساحلی سی راچا،  در استان چونبوری تایلند خاوری، که احتمالاً اولین بار در آنجا برای سرو شدن در کنار غذاهای محلی دریایی درست شده، نامیده می‌شود.
راز تهیه سس سیراچا تخمیر سس است.